# Donećkyj
Donećkyj (ukr. Донецький) – osiedle typu miejskiego na Ukrainie, w obwodzie ługańskim, w faktycznie niefunkcjonującym rejonie ałczewskim, od 2014 pod kontrolą marionetkowej, uzależnionej od Rosji Ługańskiej Republiki Ludowej. W 2001 liczyło 4769 mieszkańców, spośród których 2368 wskazało jako ojczysty język ukraiński, 2381 rosyjski, 4 mołdawski, 12 białoruski, a 4 inny.